# Arnium cirriferum
Arnium cirriferum är en svampart som först beskrevs av Speg., och fick sitt nu gällande namn av J.C. Krug & Cain 1972. Arnium cirriferum ingår i släktet Arnium och familjen Lasiosphaeriaceae.  Arten är reproducerande i Sverige. Inga underarter finns listade i Catalogue of Life.